# Arkansas Razorbacks
Arkansas Razorbacks är en idrottsförening tillhörande University of Arkansas och har som uppgift att ansvara för universitetets idrottsutövning.

## Idrotter
Razorbacks deltager i följande idrotter:
| Herrar - Amerikansk fotboll - Baseboll - Basket - Friidrott - Golf - Tennis - Terränglöpning | Damer - Basket - Fotboll - Friidrott - Golf - Gymnastik - Simhopp - Simning - Softboll - Tennis - Terränglöpning - Volleyboll |

## Idrottsutövare

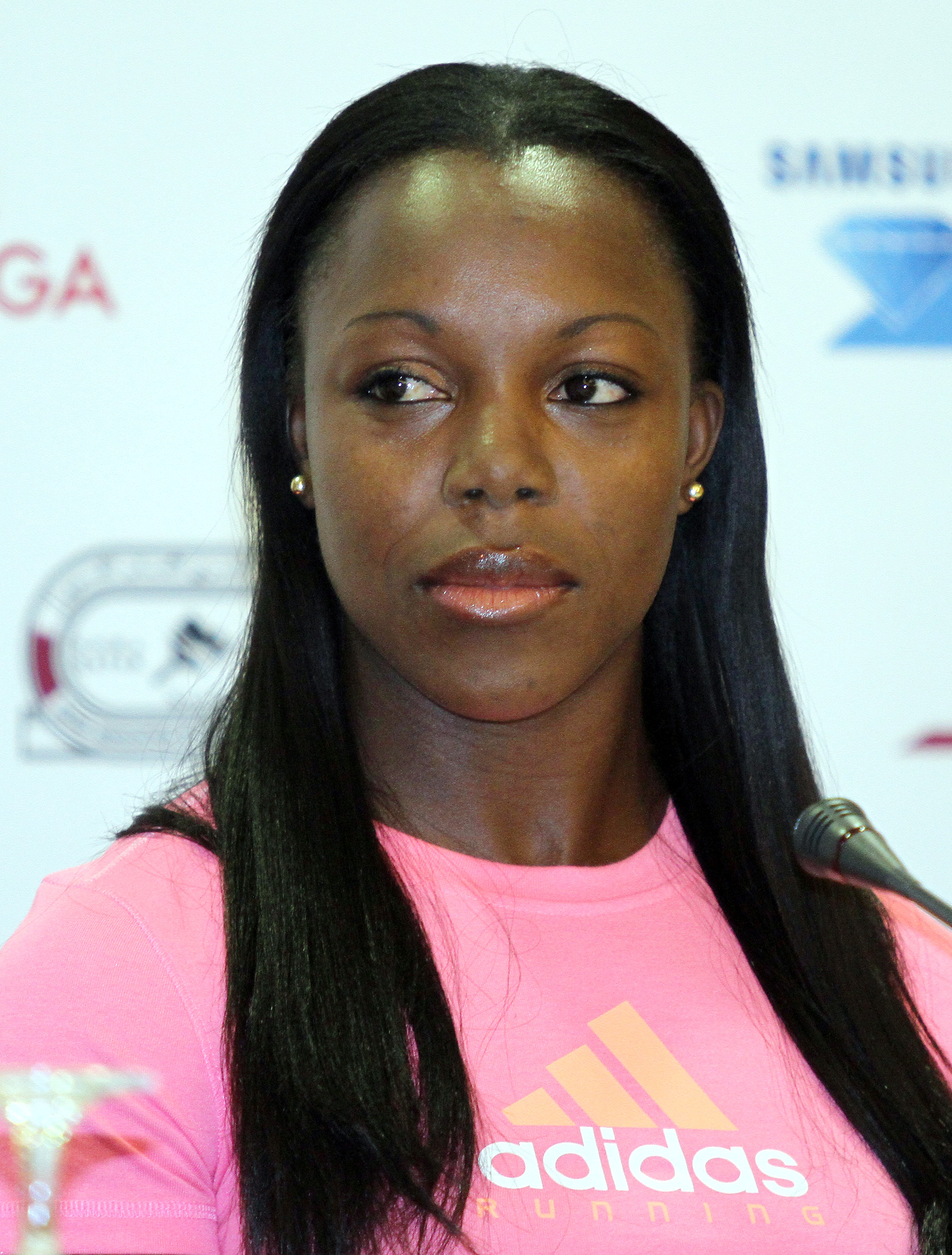
Veronica Campbell-Brown.

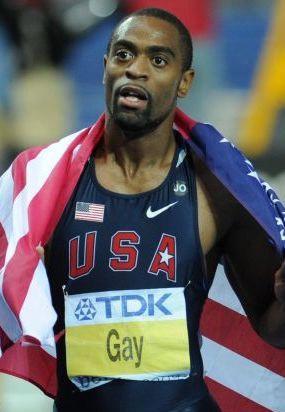
Tyson Gay.

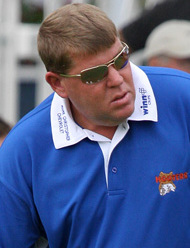
John Daly.

| Amerikansk fotboll - Lance Alworth - Bob Forte - Jerry Jones - Clyde Scott - Barry Switzer Baseboll - Brian Anderson - Dallas Keuchel - Cliff Lee Basket - Patrick Beverley - Anthony Black - Ricky Council IV - Daniel Gafford - Joe Johnson - Mason Jones - Joe Kleine - Bobby Portis - Alvin Robertson - Nick Smith Jr. - Stanley Umude - Darrell Walker - Jordan Walsh Friidrott - Kemoy Campbell - Veronica Campbell-Brown | - Mike Conley - Alistair Cragg - Calvin Davis - Taylor Ellis-Watson - Tyson Gay - Matt Hemingway - Deena Kastor - Omar McLeod - LaShauntea Moore - Sandi Morris - Jérôme Romain - Wallace Spearmon - April Steiner Bennett - Tina Šutej - Erick Walder - Brian Wellman - Jaylin Williams - Christin Wurth-Thomas Golf - Miller Barber - John Daly - Stacy Lewis - David Lingmerth Simning - Neil Brooks - Martin Smith |